# 오키나와딱따구리
오키나와딱따구리(Sapheopipo noguchii)는 오키나와딱따구리속의 유일한 종이다. 일본의 오키나와 북부에만 서식하는 고유종이다. 일본 오키나와현의 현조이다.

## 분포
일본 오키나와의 북부에 숲에 서식한다.

## 형태
몸길이는 31센티미터이며, 몸색깔은 암밤색이며 깃털의 끝은 빨갛다.

## 보존상태
생존하는 개체수는 약 90마리로 추산되며 이에 따라 일본의 특별천연기념물로 지정되어 있다. 국제자연보호연맹은 이들의 보존상태를 "위기/위급"으로 지정하고 있다.
1. ↑  石田健. “絶滅危惧種情報(動物)- ノグチゲラ -”. 《絶滅危惧種情報検索》. 環境省 自然環境局 生物多様性センター. 2013년 5월 1일에 원본 문서에서 보존된 문서. 2019년 3월 29일에 확인함.